# Johann Jakob Franz Vicarius
Johann Jakob Franz Vicarius (* 1664 in Laufenburg; † 1716 in Freiburg im Breisgau) war ein deutscher Arzt, Toxikologe und Hochschullehrer.

## Leben
Johann Jakob Franz Vicarius wurde 1664 im damals vorderösterreichischen Laufenburg geboren. Im Anschluss an das Studium praktizierte er bis 1691 als Stadtphysikus in Waldshut. Vicarius schrieb dem beim Pfeifenrauchen entstehenden Tabaksud negative gesundheitliche Folgen zu. Vicarius entwickelte in Waldshut Ende der 80er-Jahre die sogenannte Schwammbüchse, die er als Filter am verlängerten Pfeifenstiel zwischen Pfeifenkopf und Mundstück anbrachte.
Er gilt somit als Erfinder der modernen Tabakspfeife. Ab 1693 ist einer Produktion von Tabakspfeifen nach seinen Vorschlägen in Wien belegt.
Infolge der anhaltenden französischen Besetzung von Freiburg im Breisgau ab 1677 wurde die vorderösterreichische Albertina 1686 nach Konstanz verlegt. Vicarius erhielt aufgrund seiner durch zahlreiche Publikationen erwiesenen Befähigung nach 1691 eine Professur an der Albertina in Konstanz. Vicarius entwickelte in Konstanz das erste chemische Verfahren zum Nachweis von in krimineller Absicht zugefügten Bleizucker in Wein. Der Zusatz von festen oder flüssigen Alkalien in klare, wässrige Lösungen führt bei Anwesenheit von Bleizucker zu einer Trübung. Weitere Forschungsgebiete von Vicarius waren die chemisch-mineralogische Zusammensetzung von Heilwassern. Vicarius
wurde 1697 unter dem akademischen Namen Anaximander Mitglied der Academia Caesareo-Leopoldinae. 1710 zog Vicarius infolge der Rückverlegung der Albertina nach Freiburg Breisgau, wo er 1716 verstarb.

## Werke
- Novus ac proficuus valdè modus fumandi tabacum, Ephem. naturae curiosorum, 1689, an. VIII, S. 76–80.
- Basis universae medicinae in quinque libros institutionum pro veteri more divisa ac juxta neotericos in principiis mathematicis, mechanicis & anatomicis fundata ..., Typis Francisci Xav. Straub, Konstanz, 1698, [16], 333, [11] S.
- Hydrophilacium novum, seu discursus de aquis salubribus mineralibus vere novus, in quo aquae minerales tam potabiles quam balneabiles omnes cujuscunque sint indolis tam theoretice quam practice methodo hactenus nunquam tradita enucleantur, ususque earum verus assignatur. Ulm, Kroniger u. Goebel, 1699. 8 Bll., 272 S.
- Tractatus de intemperato Hippocratico, seu Cacochymiis Galeni : in tres libros divisus : quorum primus mixtionem corporum naturalium, secundus temperiem naturalem, & tertius ipsum intemperatum morbosum juxta neotericum mathematico-mechanico chymica principia, tam philosophicè quam medicè enodat ..., sumptibus Dieterici Lerse, Strassburg, 1712,[16]-201 S.